# 诺瓦泰米拉内塞
诺瓦泰米拉内塞（義大利語：Novate Milanese），是意大利米兰省的一个市镇。总面积5.46平方公里，人口20160人，人口密度3692.3人/平方公里（2009年）。国家统计（ISTAT）代码为015157。